# 狩猟服姿の皇太子バルタサール・カルロス
『狩猟服姿の皇太子バルタサール・カルロス』（しゅりょうふくすがたのこうたいしバルタサール・カルロス、西: El príncipe Baltasar Carlos cazador、英: Prince Balthasar Charles as a Hunter）は、スペインのバロック絵画の巨匠ディエゴ・ベラスケスが1635-1636年にキャンバス上に油彩で制作した肖像画で、現在、マドリードのプラド美術館に所蔵されている。 フェリペ4世の皇太子バルタサール・カルロス・デ・アウストリアの6歳 (画面下部左側に書き込みがある) 当時の姿を描いており、『皇太子バルタサール・カルロス騎馬像』 (プラド美術館) に続く皇太子の肖像画である。

## 背景
フェリペ4世は、ベラスケスに狩猟を主題とした一連の肖像画を描くよう委嘱した。それらの絵画はすべてマドリードに近いエル・パルドの森に建てられた狩猟休憩塔 (トッレ・デ・ラ・パラーダ)を装飾するためのものであった。離宮もあるエル・パルドの森は、王家の人々が毎年秋になると狩猟を楽しむために必ず訪れた場所であるが、その狩猟の合間の休憩時などに王家の人々が私的に利用する施設が狩猟休憩塔であった。この建物は後にギャラリーに変更され、ピーテル・パウル・ルーベンスとその工房が描いたオウィディウスの『変身物語』を主題とした絵画や古代の哲人像、狩猟や動物の絵画など100点以上の作品により装飾された。
ベラスケスは、この狩猟休憩塔の「国王の長廊下」と呼ばれる部屋のために狩猟を主題とする2点の他の作品、すなわち『狩猟服姿の枢機卿親王フェルナンド・デ・アウストリア』と『狩猟服姿のフェリペ4世』 (ともにプラド美術館) も描いた。本作とこの2作品には共通点があり、すべて縦長の形式で、4分の3正面向きであり、人物が狩猟服を身に着けている。なお、ベラスケスは、狩猟休憩塔のためにこれらの肖像画を含め『イソップ』、『メニッポス』、『軍神マルス』、『バリェーカスの少年』 (すべてプラド美術館) など10点余りの作品を描いている。

## 作品
本作には数点の複製が知られているが、それらには本作とは違い、3匹目の犬が描かれており、元来、本作は皇太子をピラミッド型構図の中心とするより幅の広いサイズであったと思われる。事実、本作の画面右側は切断されており、3匹目の犬が描かれていたはずである。
皇太子は帝王教育に不可欠とされた狩猟に適した服装をしており、袖のある暗色のコート、幅広のジョッパーズ、灰色の刺繍のあるブラウス、レースのあるカラー、膝までのブーツ、子供用の大きさの銃を身に着けている。絵画には2匹の犬が登場しているが、犬は狩猟の場面には必ず描かれる。そのうちの1匹はとても大きいため、ベラスケスは小さな皇太子の姿を損なわないよう、犬を寝ている格好で表した。犬の耳は大きく、頭部を地面に載せている。もう1匹は画面右端が切断されているため、半身だけ見える小さな犬で、シナモン色のグレイハウンドである。目は生き生きとして、頭部は皇太子の手の高さにある。
生き生きとした表情の皇太子の背後にはオークの木がある。背景には、奔放なバリエーションの豊かな筆遣いで描かれたパルドの森のある広い風景が広がっており、遠景にはグアダラマの青い山並みが望まれる。空は銀灰色で、あたかも秋の日のようであり、雲に満ちている。
研究者たちは、皇太子の頭部の描写は画家の技量を示す例だという見解で一致している。また、印象派風の純白のレース飾り、下描き風の筆致による草むらや銀灰色の空は、ベラスケスの様式の新たな段階を伝えている。

## 関連作品

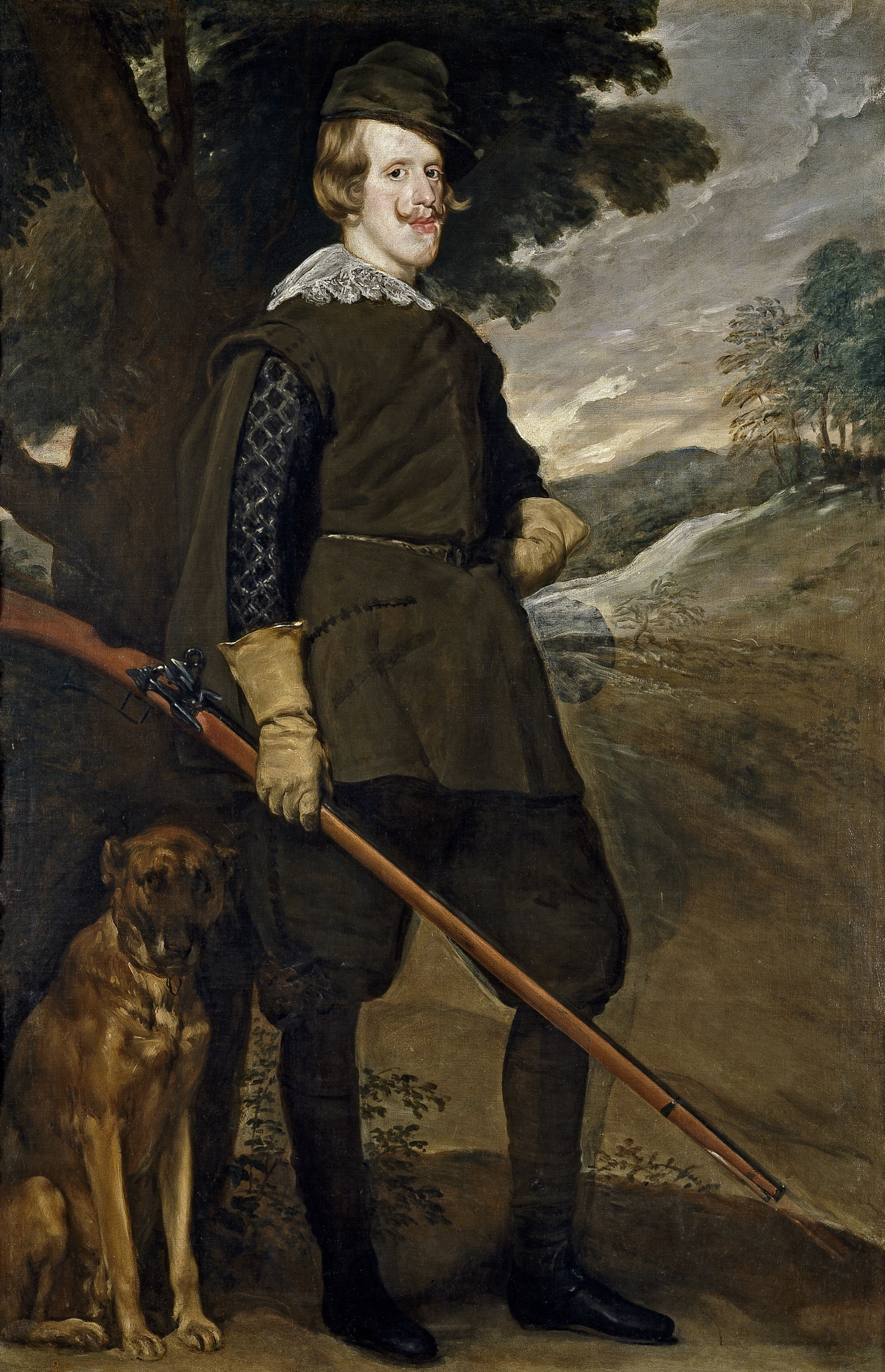
『狩猟服姿のフェリペ4世』 (1632-1634年ごろ)、プラド美術館
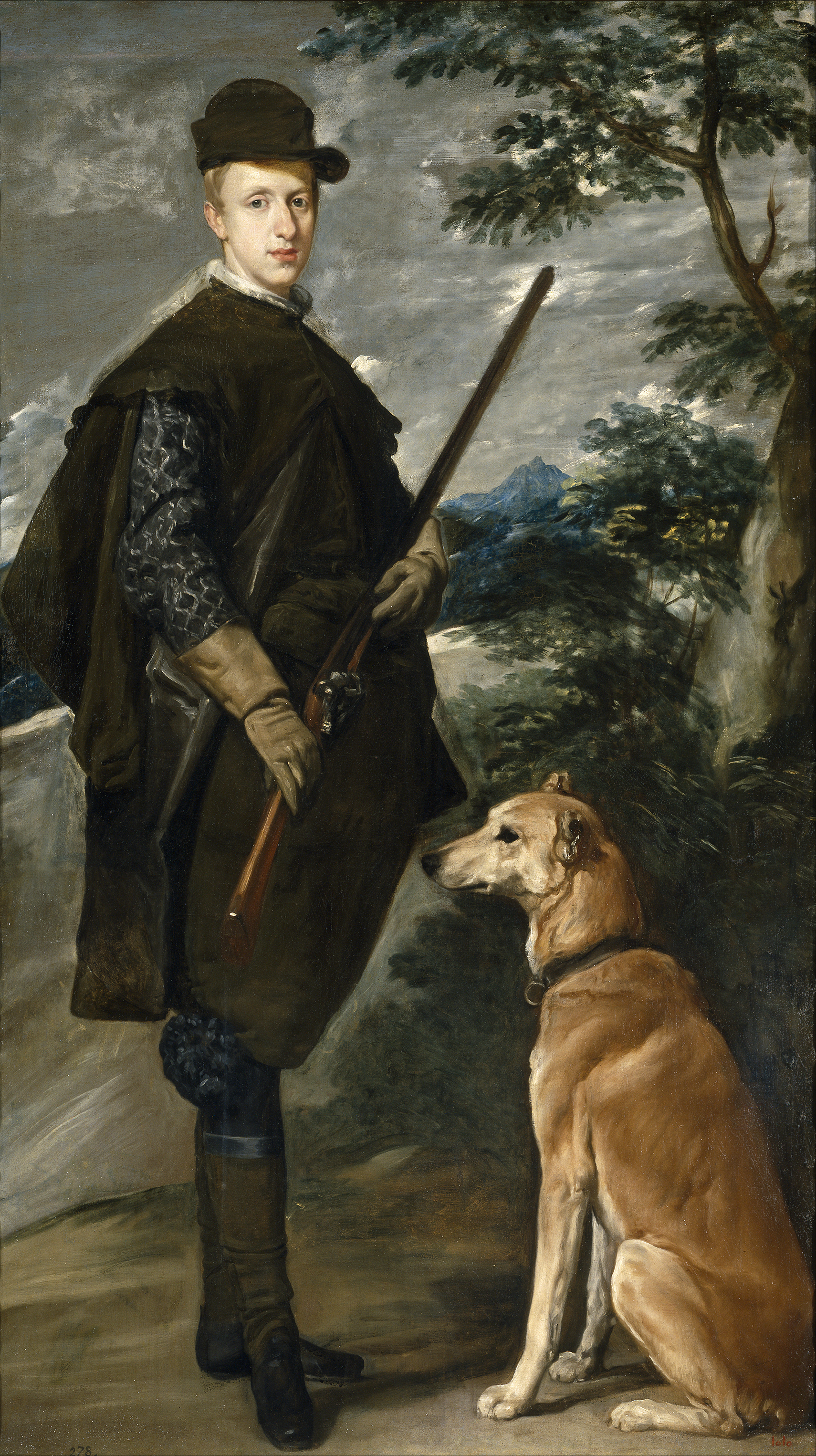
ベラスケス『狩猟服姿の枢機卿親王フェルナンド・デ・アウストリア』(1634-1636年)、プラド美術館